# William Allain
William A. Allain (* 14. Februar 1928 in Washington, Adams County, Mississippi; † 2. Dezember 2013 in Jackson, Mississippi) war ein US-amerikanischer Jurist und Politiker. Er war von 1984 bis 1988 Gouverneur des Bundesstaates Mississippi.

## Frühe Jahre und politischer Aufstieg
William Allain besuchte die University of Notre Dame und studierte dann an der juristischen Fakultät der University of Mississippi Jura. Während des Koreakrieges war er Soldat der US Army. Nach dem Krieg war er Rechtsanwalt in Natchez. Zwischen 1962 und 1975 war er stellvertretender Generalstaatsanwalt (Attorney General) des Staates Mississippi. In dieser Eigenschaft war er mit vielen juristischen Angelegenheiten auf allen staatlichen Ebenen, insbesondere im Zusammenhang mit der Rassenintegration, befasst. 1979 wurde er Attorney General seines Staates, vier Jahre später wurde er als Kandidat der Demokratischen Partei zum neuen Gouverneur gewählt.

## Gouverneur von Mississippi
Allain trat sein neues Amt am 10. Januar 1984 an. Als Gouverneur setzte er sich für eine Reform der Staatsverfassung ein. Der von einer aus 350 Mitgliedern bestehenden Kommission entworfene Entwurf wurde allerdings von der Legislative nicht weiter beachtet. Es gelang ihm aber, zwei Zusätze zu der Verfassung durchzubringen. Dabei ging es zum einen um die Reform des Bildungsausschusses, zum anderen um die Aufhebung der Amtszeitbeschränkung der Gouverneure. Nach dem neuen Zusatz kann ein Gouverneur zwei zusammenhängende Amtszeiten absolvieren, was bisher nicht erlaubt war. Allain selbst strebte aber keine Wiederwahl an. Nach dem Ende seiner Gouverneurszeit wurde er wieder als Rechtsanwalt tätig.